# Servizio segreto

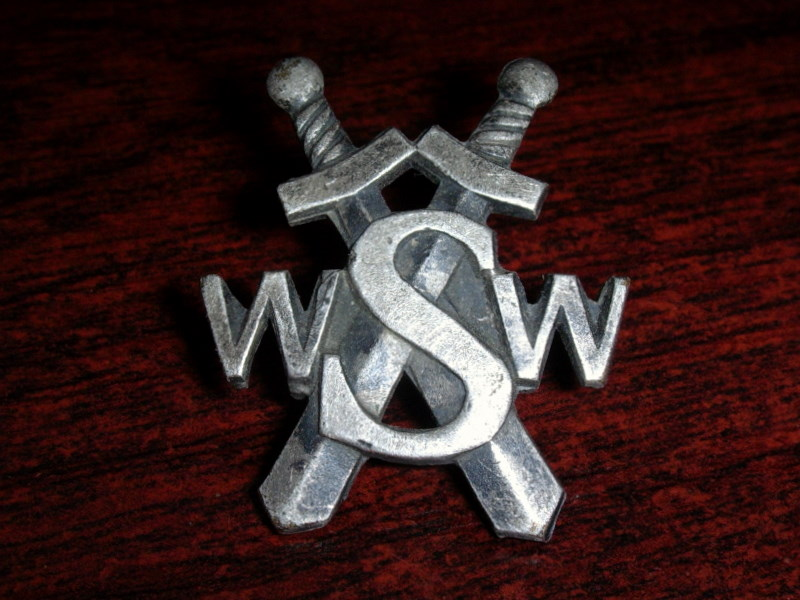
Simbolo della Wojskowa Służba Wewnętrzna (WSW), it. servizio interno militare, un servizio con compiti di controspionaggio militare, sicurezza militare e polizia militare della Repubblica popolare polacca negli anni 1957-1990.

Un servizio segreto (spesso anche genericamente al plurale servizi segreti) è un'organizzazione che fa capo a uno Stato, il cui operato è coperto da segreto, operante ai fini della salvaguardia degli interessi nazionali attraverso attività di intelligence. Opera attività di spionaggio all'estero, e di controspionaggio nel proprio paese. Una particolare rilevanza ha assunto l'attività di antiterrorismo. Può dipendere sia da un ente militare, che da apparati civili dello Stato. 
Il singolo soggetto che opera al servizio di tali organizzazioni viene definito agente segreto.

## Storia
Per certi versi, l'attività di spionaggio è molto antica ed è considerata alla stregua di qualunque altro mezzo a disposizione degli stati per il perseguimento dei loro fini generali; ha seguito la parabola genetica della nascita e dello sviluppo della cosiddetta guerra industriale.
Se è corretto dire che i moderni servizi di informazioni esistevano già nel XVIII secolo, tuttavia fino alle Guerre Napoleoniche si trattò di strutture di "mobilitazione", che nascevano e morivano intorno agli stati maggiori con la deflagrazione della guerra (ed al successivo ritorno alla pace). Soprattutto per quanto attiene al controspionaggio, le sorti dello stato erano rimesse al network dei diplomatici, quasi sempre con risultati modesti.
Il periodo storico più importante per l'affermazione dei servizi segreti come realtà sociopolitica è cominciato probabilmente a partire dal XIX secolo in poi. In quest'epoca, infatti, si è andato imponendo in modo sempre più preponderante il concetto di guerra totale, ragion per cui il ruolo dei "servizi" per il controllo del fronte interno è intuitivamente cresciuto di pari passo.
Peraltro, è proprio un tratto saliente della guerra moderna il fatto che i civili siano coinvolti sempre più pesantemente nelle operazioni belliche, di conseguenza è "normale" la contaminazione logica e pratica tra soggetti "ufficialmente combattenti" ed "ufficialmente non combattenti", tanto da rendere sempre più labili i confini giuridici ed operativi tra i due dominii, teoricamente distinti e non comunicanti.

## Caratteristiche
Tali enti possono essere costituiti in agenzie direttamente rispondenti al governo di uno Stato. Uno degli elementi caratterizzanti dei servizi segreti è appunto la segretezza, che rende controverse le possibili distinzioni tra le definizioni di "servizio segreto", "agenzia di spionaggio" o di "intelligence".
Un'organizzazione segreta può operare apertamente nei propri confini e segretamente all'estero o viceversa. Diversi Stati hanno servizi segreti civili e servizi segreti militari, oppure servizi che si occupano della sicurezza interna al paese e della sicurezza esterna, presso i paesi esteri. Negli Stati democratici occidentali i nomi dei capi dei servizi segreti sono in genere resi pubblici.

## Nel mondo
Ogni Stato del mondo ha adottato una o più organizzazione dei servizi; in alcuni casi tali enti sono raggruppati in una federazione come nel caso della United States Intelligence Community statunitense.